# Jean-Claude Pascal
Jean-Claude Pascal (Pariz, 26. listopada 1927., kao Jean-Claude Villeminot-5. svibnja 1992.) bio je francuski glumac i pjevač.
Nakon Drugog svjetskog rata je studirao na Université de Paris, a zatim je postao dizajner. Krojeći kostime za predstave je upoznao mnoge glumce. 1949. je glumio u filmu Quattro rose rosse. Nakon toga je glumio u mnogim filmovima (Die schöne Lügnerin 1959. i Angélique et le sultan 1968.)
Nastupajući za Luksemburg 1961. je pobijedio na Euroviziji s pjesmom "Nous Les Amoureux" koju je napisao Maurice Vidalin, a skladao Jacques Datin. Dirigent je bio Léo Chauliac. Osvojio je 31 bod.